# Boris Jewgenjewitsch Wedenejew
Boris Jewgenjewitsch Wedenejew (russisch Борис Евгеньевич Веденеев; * 21. Dezember 1884jul. / 2. Januar 1885greg. in Tiflis; † 5. September 1947 in Moskau) war ein russisch-sowjetischer Wasserbauingenieur.

## Leben
Wedenejew studierte in St. Petersburg am Institut für Verkehrsingenieure mit Abschluss 1909. Darauf projektierte er Hafenanlagen bei Murmansk und in Fernost.
Nach der Oktoberrevolution war Wedenejew an der Entwicklung des Staatsplans zur Elektrifizierung Russlands beteiligt. Er gehörte zu den Leitern des Baus der Wasserkraftwerke DneproGES (1927–1932), WolchowGES (1921–1926) und KondopogaGES. Er beteiligte sich 1927–1934 an der von Ludwig Martens herausgegebenen Enzyklopädie der Technik, für die er den Artikel über Wasserbau-Anlagen schrieb. Er wurde 1932 zum Vollmitglied der Akademie der Wissenschaften der UdSSR gewählt. Er wurde 1937 Abgeordneter der Karelischen Autonomen Sozialistischen Sowjetrepublik im Obersten Sowjet der UdSSR.
Im Deutsch-Sowjetischen Krieg war Wedenejew Mitglied der mit Ukas des Präsidiums des Obersten Sowjets der UdSSR vom 2. November 1942 gegründeten Außerordentlichen Staatlichen Kommission für die Feststellung und Untersuchung der Gräueltaten der deutsch-faschistischen Aggressoren und ihrer Komplizen und des Schadens, den sie den Bürgern, Kolchosen, öffentlichen Organisationen, staatlichen Betrieben und Einrichtungen der UdSSR zugefügt haben. Dazu wurde er am 17. Juli 1943 in die Oblast Kalinin abkommandiert.
Wedenejew starb am 25. September 1946 in Moskau und wurde auf dem Nowodewitschi-Friedhof begraben. Das Allunionsinstitut für Wasserbau in Leningrad/St. Petersburg wurde nach ihm benannt sowie Straßen in St. Petersburg, Peterhof, Perm, Sawolschje, Wolchow und im Dorf Pawlowka in Baschkortostan.
Die Physikerin Nina Wedenejewa war Wedenejews Schwester.

## Ehrungen
- Stalinpreis I. Klasse (1943)[2]
- Leninorden (1945 und zwei weitere)
- Orden des Vaterländischen Krieges I. Klasse (1945)
- Orden des Roten Banners der Arbeit (zweimal)